# Óscar Míguez
Óscar Omar Miguez Antón (5 december 1927 – 19 augustus 2006) was een Uruguayaans voetballer die uitkwam voor Peñarol.
Míguez nam deel aan het WK voetbal van 1950 en 1954. In 1950 was hij tevens topscorer van de Uruguayaanse selectie met 5 doelpunten, en daarmee werd hij tweede op de topscorerslijst van datzelfde WK. Hij scoorde een hattrick tegen Bolivia (einduitslag: 8-0) en 2 doelpunten tegen Zweden (einduitslag: 3-2). Uruguay werd dat jaar voor de tweede maal wereldkampioen.
Tijdens het WK van 1954 scoorde hij 3 keer, 1 maal tegen Tsjechoslowakije (einduitslag 2-0) en 2 maal tegen Schotland (einduitslag 7-0). Hij raakte geblesseerd in de kwartfinales tegen Engeland (einduitslag: 4-2) en speelde daardoor niet mee in de halve finale (einduitslag 2-4) en de wedstrijd om de derde en vierde plaats (einduitslag: 3-1).
Met acht doelpunten is hij de topscorer van Uruguay op wereldkampioenschappen.
Míguez overleed in 2006 op 78-jarige leeftijd aan een hartaanval.
Britos ·
Burgueño ·
Gambetta ·
Ghiggia ·
J. González ·
M. González ·
Martínez ·
Máspoli ·
Míguez ·
Morán ·
Ortuño ·
Paz ·
Pérez ·
Pini ·
Rijo ·
Rodríguez Andrade ·
Romero ·
Schiaffino ·
Tejera ·
Varela  ·
Vidal ·
Vilches ·
Coach: López